# Еталон буково-ялицево-смерекового насадження
Еталон буково-ялицево-смерекового насадження — ботанічна пам'ятка природи місцевого значення. Об'єкт розташований на території Надвінянського району Івано-Франківської області, Річанське лісництво, квартал 2, виділ 29.
Площа — 5,7000 га, статус отриманий у 1993 році.